# 埃文·威廉斯
埃文·威廉斯（Evan Williams，1984年3月11日—）是加拿大的一位演員和音樂人。他最著名的作品是在電視劇迪格拉絲中學的下一代中飾演Kelly Ashoona角色。此外他也出演過凡爾賽等電視劇。